# Antony Labanca
Antony Labanca (Strasburgo, 20 luglio 1994) è un cestista francese.

## Palmarès
- Coppa di Francia: 1

Strasburgo: 2014-15
- Leaders Cup: 1

Strasburgo: 2015